# Michelle Vorster
Pour les articles homonymes, voir Vorster.
Michelle Vorster, née le 12 septembre 1978 à Windhoek, est une coureuse cycliste namibienne.

## Palmarès sur route
- 2015
  -  Médaillé d'argent du championnat d'Afrique du contre-la-montre par équipes
  - 6e du contre-la-montre aux Jeux africains
  - 2e du championnat de Namibie du contre-la-montre
  - 2e du championnat de Namibie sur route
- 2016
  - 2e du championnat de Namibie sur route
- 2018
  - 2e du championnat de Namibie sur route
- 2019
  - 2e du championnat de Namibie du contre-la-montre
  - 2e du championnat de Namibie sur route

### Classements mondiaux
| Année                                 | 2015 | 2016 | 2017 | 2018 | 2019 |
| ------------------------------------- | ---- | ---- | ---- | ---- | ---- |
| Classement UCI                        | 294e | 407e | nc   | 450e | 499e |
|                                       |      |      |      |      |      |
| Légende : nc = non classéSource : UCI |      |      |      |      |      |

## Palmarès en VTT

### Jeux olympiques
- Tokyo 2020
  - 36e du cross-country

### Championnats d'Afrique
- Musanze 2015
  -  Médaillé de bronze du cross-country
- Afriski Mountain Resort 2016
  -  Médaillé de bronze du cross-country
- Bel Ombre 2017
  -  Championne d'Afrique de cross-country

### Jeux du Commonwealth
- Gold Coast 2018
  - 8e du cross-country

### Championnats de Namibie
- 2015
  -  Championne de Namibie de cross-country
- 2016
  -  Championne de Namibie de cross-country
- 2017
  -  Championne de Namibie de cross-country
- 2018
  -  Championne de Namibie de cross-country
- 2019
  -  Championne de Namibie de cross-country
- 2020
  -  Championne de Namibie de cross-country